# Terre nuove
Terre nuove (Terra nova) è un film del 1991 diretto da Calogero Salvo e interpretato da Marisa Laurito e Antonio Banderas. Si tratta di una coproduzione Italia-Venezuela.

## Trama
Anni cinquanta: alcuni italiani, seguendo il flusso migratorio, si stabiliscono in Venezuela.
Tra coloro che sbarcano nel "nuovo mondo" c'è anche una famigliola che si scopre disorientata di fronte all'asperità della natura e, soprattutto, alle stranezze degli autoctoni. Dopo alcune incomprensioni, dovute soprattutto alle divergenze culturali, i due gruppi etnici cercheranno la strada verso una tranquilla convivenza.